# ソコル・ネジリ
ソコル・ネジリ（Sokol Neziri 、1996年6月30日 - ）は、アルバニア・クルヤ出身のプロサッカー選手。ポジションは、ディフェンダー。

## 経歴
2014年5月10日、1-3で敗れたホームのフラムルタリ戦でアルバニア・スーペルリーガデビューを果たした。